# Michel Eugène Chevreul
Michel Eugène Chevreul (Angers, 31 agosto 1786 – Parigi, 9 aprile 1889) è stato un chimico francese che ha lungamente condotto studi sugli acidi grassi e sulle loro applicazioni nell'arte e nella scienza. È riconosciuto come l'inventore delle margarine ed è considerato anche uno dei pionieri della gerontologia.

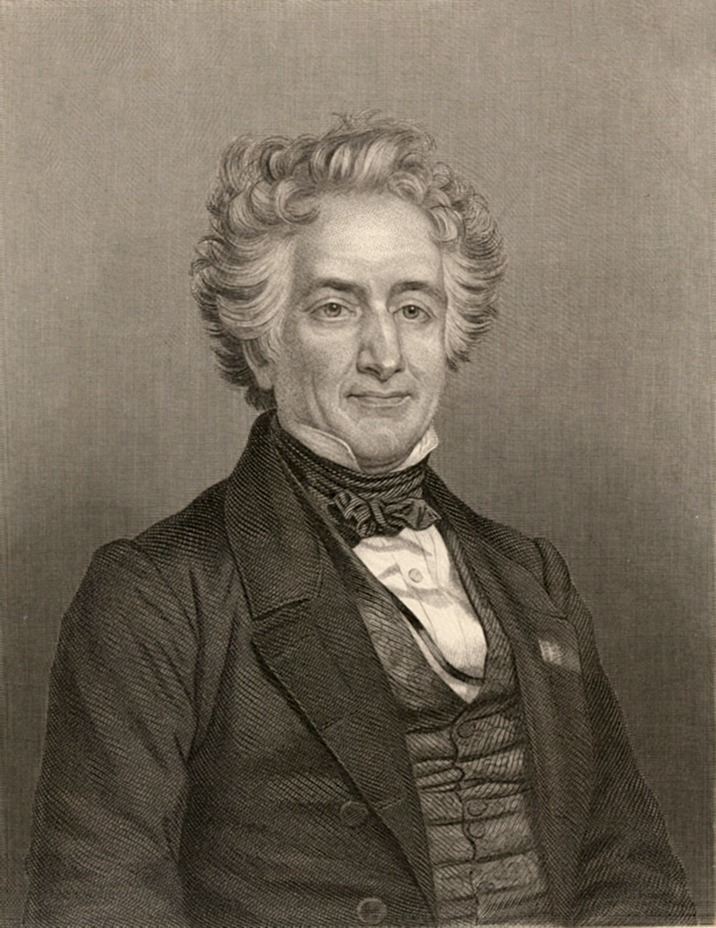
Michel Eugène Chevreul.

Il suo nome è inciso sulla Torre Eiffel.

## Vita
Nato ad Angers, suo padre era un medico e fisiologo. Nel suo certificato di nascita compaiono le firme di numerosi parenti, quali il padre, il nonno e un prozio, tutti chirurghi.

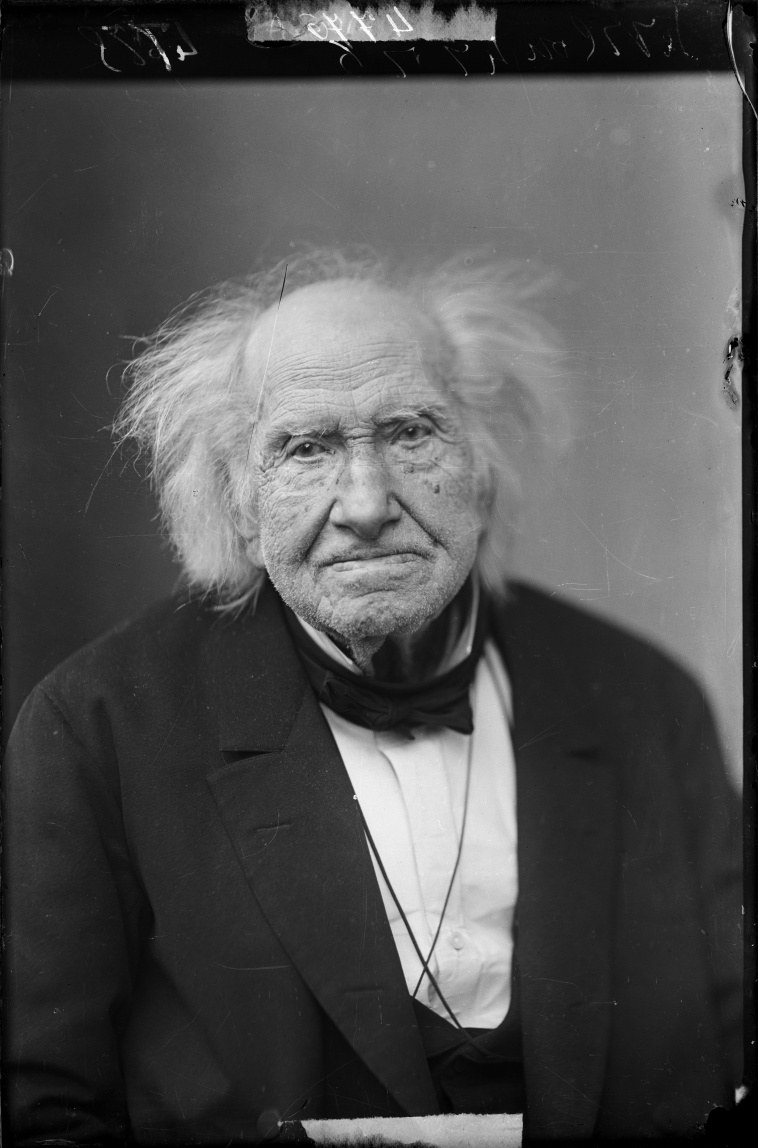
Chevreul nel 1886 a 100 anni d'età

All'età di 17 anni si recò a Parigi ed entrò nel laboratorio chimico di Louis Nicolas Vauquelin, diventando poco dopo suo assistente al Museo nazionale di storia naturale di Francia. Nel 1830 succedette a Vauquelin nella cattedra di chimica organica al museo di storia naturale.
Nel 1839 lavorando come direttore nella Manifattura dei Gobelins, pubblicò i suoi studi sulla colorazione tessile e sulla luce e il colore (disegnando il famoso cerchio cromatico che avrebbe preso in seguito il suo nome). In questi studi veniva esposto il principio del "contrasto simultaneo", ovvero l'aumento di luminosità dovuto all'accostamento di due colori complementari. Chevreul aveva notato che ogni colore steso su un foglio bianco presentava ai lati un'aura del suo colore complementare, così se si accostano due colori complementari l'aura di uno rafforza quella dell'altro aumentandone la luminosità. I suoi studi sono stati ripresi verso il 1885 da Seurat, che diede vita al movimento artistico neoimpressionista del Puntinismo (corredato delle sue ricerche sul punto e la sovrapposizione del colore).
Chevreul è considerato un pioniere nel campo della gerontologia: cominciò gli studi sugli effetti dell'invecchiamento del corpo umano poco prima della morte, avvenuta a Parigi alla ragguardevole età di 102 anni.

## Opere

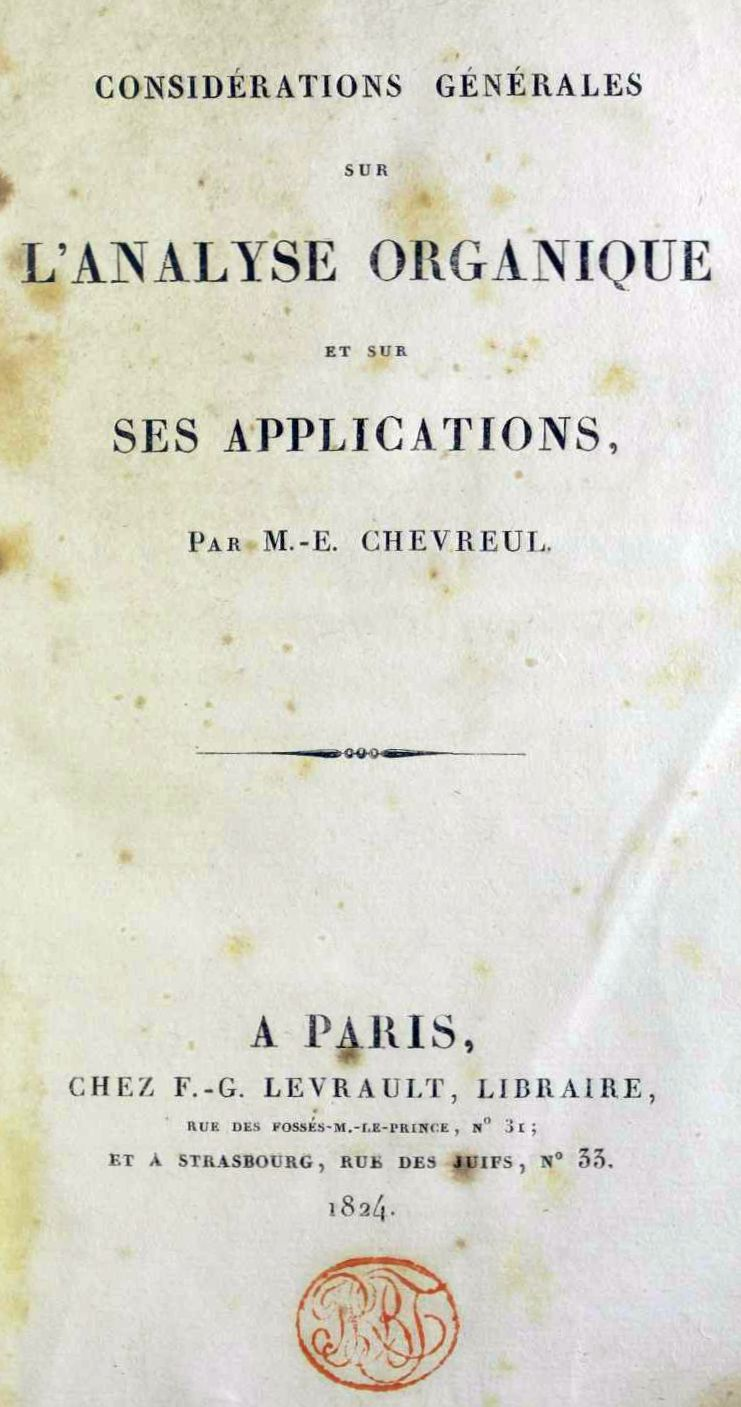
Considérations générales sur l'analyse organique et sur ses applications, 1824

- (FR) Considérations générales sur l'analyse organique et sur ses applications, Paris, François George Levrault, 1824.
- De la loi du contraste simultané des couleurs,Imprimerie Nationale, Paris, 1839